# کلوگ کیسی
کلوگ کیسی (انگلیسی: Kellogg Casey; ۱۷ سپتامبر ۱۸۷۷ – ۱۸ اکتبر ۱۹۳۸) تیرانداز اهل ایالات متحده آمریکا بود.
وی در مسابقات کشوری و بین‌المللی در مجموع برندهٔ ۱ مدال طلا، ۱ مدال نقره شده‌است.